# Ljubač (Ražanac)
Ljubač je naselje u južnom dijelu općine Ražanac u Zadarskoj županiji. Glavne gospodarske grane su turizam i maslinarstvo.

## Zemljopis
Stari dio mjesta je građen u tipično primorskom stilu, tijesno povezanih kuća i uskim ulicama. Glavne gospodarske grane su turizam i maslinarstvo. Naselje se nalazi u Ljubačkom zaljevu na čijim je vratima Paški most.

## Povijest
Na brdu poviše mjesta nalazi se bogato arheološko nalazište iz srednjeg paleolitika. Ljubač se spominje 1205. godine pod imenom Castrum Jubae.

## Stanovništvo
| broj stanovnika | 217   |       | 200   | 179   | 190   | 220   | 630   | 542   | 584   | 627   | 626   | 607   | 594   | 703   | 455   | 475   | 402   |
|                 | 1857. | 1869. | 1880. | 1890. | 1900. | 1910. | 1921. | 1931. | 1948. | 1953. | 1961. | 1971. | 1981. | 1991. | 2001. | 2011. | 2021. |

## Vanjske poveznice
- Povijest Ljupča  Arhivirana inačica izvorne stranice od 24. ožujka 2009. (Wayback Machine)
- Položaj Ljupča na digitalnoj karti Hrvatske na T-portalu  Arhivirana inačica izvorne stranice od 4. ožujka 2016. (Wayback Machine)